# Carl Wede
Calle Wede (sinh ngày 20 tháng 4 năm 1990) là một cầu thủ bóng đá người Thụy Điển thi đấu cho GAIS ở vị trí tiền vệ. Anh là anh em sinh đôi với cầu thủ bóng đá Anton Wede.